# N-metil-D-aspartinska kiselina
N-Metil--aspartinska kiselina (N-metil--aspartat, NMDA) je aminokiselinski derivat koji deluje kao specifični agonist NMDA receptora. NMDA oponaša dejstvo glutamata, neurotransmitera koji je endogeni ligand tog receptora. Za razliju od glutamata, NMDA se jedino vezuje za i reguliše NMDA receptore, i nema efekta na druge tipove glutamatnih receptora (kao što su AMPA i kainatni). NMDA receptori su posebno važni kad postanu prekomerno aktivni tokom povlačenja alkohola, a to uzrokuje simptome poput agitacije, i u nekim slučajevima epileptičke napade.

## Literatura
- Mathias-Costa Blaise; Ramanathan Sowdhamini; Metpally Rau Raghu Prasad; Nithyananda Pradhan (2004). „Evolutionary trace analysis of ionotropic glutamate receptor sequences and modeling the interactions of agonists with different NMDA receptor subunits”. J. Mol. Model. 10 (5-6): 305—16. PMID 15597199. doi:10.1007/s00894-004-0196-7.